# Икеда
Икеда (јап. 池田市) град је у Јапану у префектури Осака. Према попису становништва из 2005. у граду је живело 101.616 становника.

## Становништво
Према подацима са пописа, у граду је 2005. године живело 101.616 становника.
| 1995.   | 2000.   | 2005.   |
| ------- | ------- | ------- |
| 104.293 | 101.516 | 101.616 |